# Regions Morgan Keegan Championships and the Cellular South Cup 2009 - Qualificazioni singolare femminile
Le qualificazioni del singolare femminile del Regions Morgan Keegan Championships and the Cellular South Cup 2009 sono state un torneo di tennis preliminare per accedere alla fase finale della manifestazione. I vincitori dell'ultimo turno sono entrati di diritto nel tabellone principale. In caso di ritiro di uno o più giocatori aventi diritto a questi sono subentrati i lucky loser, ossia i giocatori che hanno perso nell'ultimo turno ma che avevano una classifica più alta rispetto agli altri partecipanti che avevano comunque perso nel turno finale.
Le qualificazioni del Regions Morgan Keegan Championships and the Cellular South Cup  2009 prevedevano 16 partecipanti di cui 4 sono entrati nel tabellone principale.

## Teste di serie
1. Jelena Dokić (Qualificata)
2. Stéphanie Dubois (ultimo turno)
3. Alexa Glatch (Qualificata)
4. Aiko Nakamura (primo turno)

1. Assente
2. Ol'ga Alekseevna Pučkova (primo turno)
3. Michaëlla Krajicek (primo turno)
4. Chanelle Scheepers (primo turno)

## Qualificati
1. Jelena Dokić
2. Michaëlla Krajicek

1. Alexa Glatch
2. Chanelle Scheepers

## Tabellone

### Legenda
| - Q = Qualificato - WC = Wild card - LL = Lucky loser | - ALT = Alternate - SE = Special Exempt - PR = Protected Ranking | - w/o = Walkover - r = Ritirato - d = Squalificato |

### Sezione 1
|  | Primo turno       | Primo turno       | Primo turno   | Primo turno | Primo turno |  |  | Ultimo turno | Ultimo turno      | Ultimo turno      | Ultimo turno | Ultimo turno |  |
|  |                   |                   |               |             |             |  |  |              |                   |                   |              |              |  |
|  | 1                 | Jelena Dokić      | Jelena Dokić  | 7           | 6           |  |  |              |                   |                   |              |              |  |
|  |                   | Juliana Fedak     | Juliana Fedak | 5           | 1           |  |  | 1            | Jelena Dokić      | Jelena Dokić      | 6            | 6            |  |
|  | Aleksandra Panova | Aleksandra Panova | 3             | 6           | 7           |  |  |              | Aleksandra Panova | Aleksandra Panova | 3            | 1            |  |
|  | Chin-Wei Chan     | Chin-Wei Chan     | 6             | 3           | 5           |  |  |              |                   |                   |              |              |  |

### Sezione 2
|  | Primo turno | Primo turno        | Primo turno | Primo turno | Primo turno |  |  | Ultimo turno | Ultimo turno       | Ultimo turno       | Ultimo turno | Ultimo turno |  |
|  |             |                    |             |             |             |  |  |              |                    |                    |              |              |  |
|  | 2           | Stéphanie Dubois   | 3           | 6           | 6           |  |  |              |                    |                    |              |              |  |
|  |             | Anna Tatišvili     | 6           | 1           | 2           |  |  | 2            | Stéphanie Dubois   | Stéphanie Dubois   | 1            | 1            |  |
|  |             | Michaëlla Krajicek | 6           | 4           | 7           |  |  |              | Michaëlla Krajicek | Michaëlla Krajicek | 6            | 6            |  |
|  | 7           | Carly Gullickson   | 3           | 6           | 5           |  |  |              |                    |                    |              |              |  |

### Sezione 3
|  | Primo turno | Primo turno              | Primo turno              | Primo turno | Primo turno |  |  | Ultimo turno | Ultimo turno             | Ultimo turno             | Ultimo turno | Ultimo turno |  |
|  |             |                          |                          |             |             |  |  |              |                          |                          |              |              |  |
|  | 3           | Alexa Glatch             | Alexa Glatch             | 6           | 6           |  |  |              |                          |                          |              |              |  |
|  |             | Samantha Powers          | Samantha Powers          | 1           | 1           |  |  | 3            | Alexa Glatch             | Alexa Glatch             | 6            | 6            |  |
|  |             | Ol'ga Alekseevna Pučkova | Ol'ga Alekseevna Pučkova | 6           | 6           |  |  |              | Ol'ga Alekseevna Pučkova | Ol'ga Alekseevna Pučkova | 3            | 0            |  |
|  | 6           | Kacjaryna Dzehalevič     | Kacjaryna Dzehalevič     | 2           | 3           |  |  |              |                          |                          |              |              |  |

### Sezione 4
|  | Primo turno | Primo turno        | Primo turno   | Primo turno | Primo turno |  |  | Ultimo turno       | Ultimo turno       | Ultimo turno | Ultimo turno | Ultimo turno |  |
|  |             |                    |               |             |             |  |  |                    |                    |              |              |              |  |
|  |             | Yuan Meng          | Yuan Meng     | 6           | 6           |  |  |                    |                    |              |              |              |  |
|  | 4           | Aiko Nakamura      | Aiko Nakamura | 2           | 4           |  |  | Yuan Meng          | Yuan Meng          | 6            | 4            | 3            |  |
|  |             | Chanelle Scheepers | 4             | 6           | 6           |  |  | Chanelle Scheepers | Chanelle Scheepers | 4            | 6            | 6            |  |
|  | 8           | Angela Haynes      | 6             | 2           | 4           |  |  |                    |                    |              |              |              |  |